# اگونا
اگونا (به لاتین: Agona) یک منطقهٔ مسکونی در غنا است که در منطقه آشانتی واقع شده‌است.